# Hymenodictyon timoranum
Hymenodictyon timoranum là một loài thực vật có hoa trong họ Thiến thảo. Loài này được (Span.) Miq. mô tả khoa học đầu tiên năm 1856.

## Hình ảnh

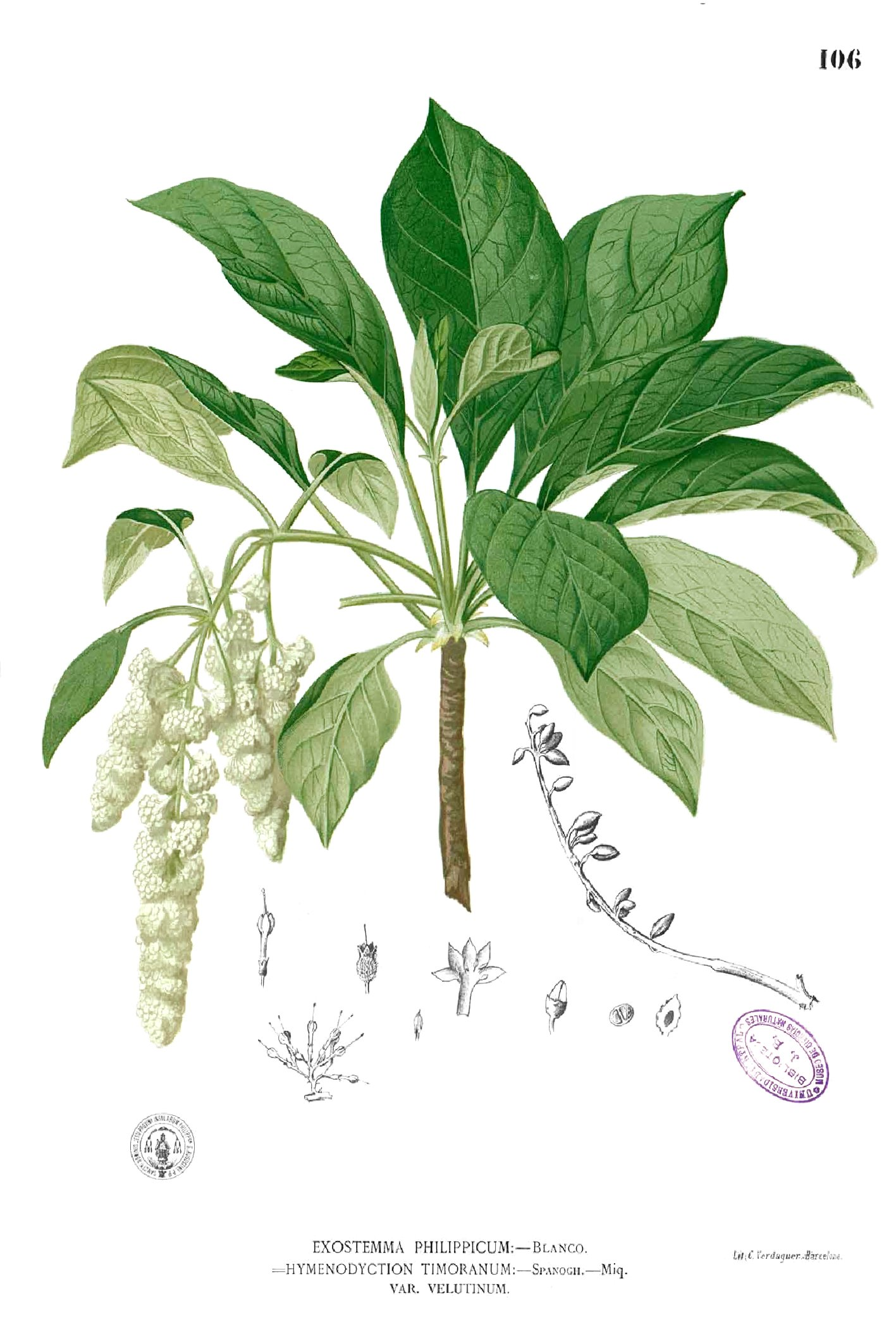
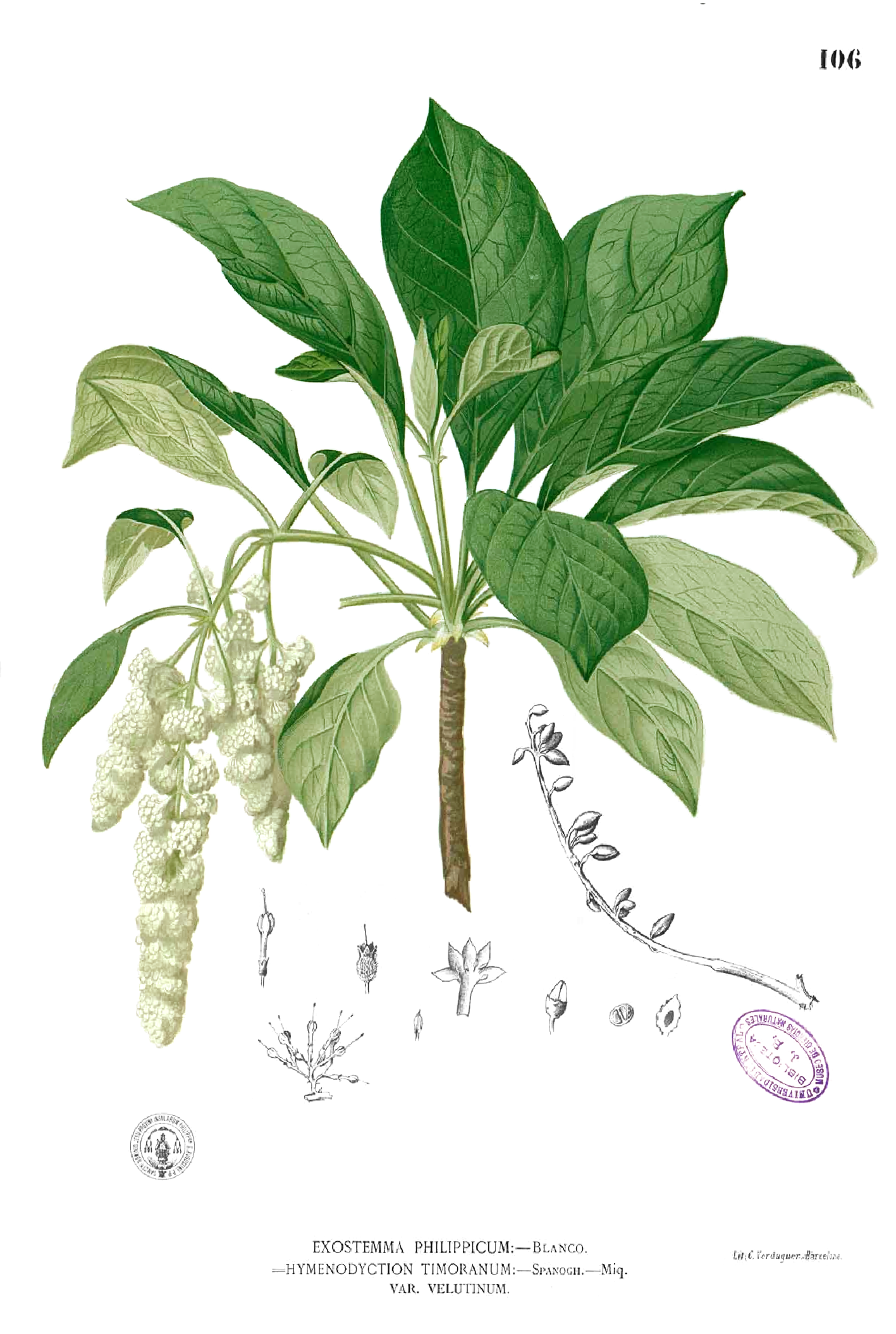